# Hermanos (serie de televisión)
Hermanos fue una serie de televisión española de drama de Telecinco, producida por Multipark Ficción y que fue estrenada el 16 de septiembre de 2014.

## Argumento
En 1984, en un barrio obrero de la capital madrileña, los hermanos Torres (Antonio Velázquez y Álvaro Cervantes) están enamorados de Virginia (María Valverde), su mejor amiga y vecina que anhela convertirse en una periodista de renombre. Juan (Antonio Velázquez), el mayor de ellos, sueña con ganarse la vida como boxeador profesional pero su carácter impulsivo le ocasiona múltiples problemas. Alberto (Álvaro Cervantes), por su parte, es un joven inteligente y seductor que tratará de situarse en la cima del poder gracias a su desmedida ambición. Un inesperado acontecimiento separará a los tres jóvenes cuando Juan se ve obligado a huir del lugar en el creció y trasladarse a Vigo, donde vivirá al margen de su entorno familiar y desarrollará una fuerte conciencia social que le llevará a emprender una incipiente carrera como líder sindical. Mientras tanto buscará el cariño y el afecto que le faltan al no tener a su lado a las dos personas más importantes de su vida: su hermano y Virginia.
Paralelamente, Alberto logra formar parte de un selecto círculo donde el dinero y el poder lo es todo. Aunque en un primer momento se siente como un invitado de piedra, su tesón le llevará a introducirse en el mundo de la política y a utilizar sus contactos para convertirse en un joven empresario de éxito vinculado al sector de la construcción de obras públicas. A pesar de su matrimonio con Pilar (Aura Garrido), la hija de un importante banquero (Fernando Cayo), seguirá manteniendo intacto su amor por Virginia.
Tras matricularse en la Facultad de Ciencias de la Información, Virginia entra en contacto con la élite cultural de los 80 y “la movida”. Sus inicios en el mundo del periodismo son en un modesto periódico, pero su determinación la llevarán a convertirse en una valiente corresponsal de guerra en la década de los 90. En el plano personal, afrontará la maternidad en solitario y numerosas renuncias que la marcarán como mujer pero que le permitirán hacer realidad su sueño: ser un referente en el mundo del periodismo. De lo que nunca podrá desprenderse es del fuerte vínculo que le une a sus dos grandes amigos, Juan y Alberto.

## Reparto
- Antonio Velázquez es Juan Torres.
- Álvaro Cervantes es Alberto Torres.
- María Valverde es Virginia Rodríguez.
- Carla Díaz es Marta Rodríguez.
- Sonia Almarcha es Jimena Olmedo.
- Aura Garrido es Pilar Yagüe.
- Elvira Mínguez es Julia.
- Daniel Grao es Víctor.
- Javier Godino es José Luis.
- Ben Temple es Henry Sinclair.
- Roberto Álamo es Xabi.
- Fernando Cayo es Alfonso Yagüe.
- Miquel Fernández es Anxo.
- Carlos Hipólito es Antonio Torres.
- Alejandro Casaseca es Ulises.
- Víctor Clavijo es Damián Jurado.
- Irene Montalà es Esther Blanco.
- Juan Carlos Vellido es Daniel Pastor.

### Episodios y audiencias
| Temporada | Temporada | Episodios | Estreno                  | Final                 | Audiencia media | Audiencia media | Audiencia media |
| Temporada | Temporada | Episodios | Estreno                  | Final                 | Espectadores    | Cuota           |                 |
| --------- | --------- | --------- | ------------------------ | --------------------- | --------------- | --------------- | --------------- |
|           | 1         | 6         | 16 de septiembre de 2014 | 21 de octubre de 2014 | 2 222 000       | 13,5%           |                 |

### Temporada 1 (2014)
| N.º (serie) | N.º (temp.) | Título                   | Director(es)   | Fecha de emisión         | Audiencia         |
| ----------- | ----------- | ------------------------ | -------------- | ------------------------ | ----------------- |
| 1           | 1           | «La huida»               | Salvador Calvo | 16 de septiembre de 2014 | 2 615 000 (15,9%) |
| 2           | 2           | «El reencuentro»         | Salvador Calvo | 23 de septiembre de 2014 | 2 274 000 (13,6%) |
| 3           | 3           | «El amor perdurará»      | Salvador Calvo | 30 de septiembre de 2014 | 2 262 000 (14,0%) |
| 4           | 4           | «Crisis matrimonial»     | Salvador Calvo | 7 de octubre de 2014     | 2 329 000 (14,5%) |
| 5           | 5           | «El romance secreto»     | Salvador Calvo | 14 de octubre de 2014    | 2 110 000 (14,0%) |
| 6           | 6           | «La verdad se abre paso» | Salvador Calvo | 21 de octubre de 2014    | 1 741 000 (9,1%)  |